# (85773) Gutbezahl
(85773) Gutbezahl est un astéroïde de la ceinture principale.

## Description
(85773) Gutbezahl est un astéroïde de la ceinture principale. Il fut découvert le 25 octobre 1998 à Cocoa par Ian P. Griffin. Il présente une orbite caractérisée par un demi-grand axe de 2,44 UA, une excentricité de 0,13 et une inclinaison de 5,5° par rapport à l'écliptique.

## Compléments